# Zalesie (powiat bielski)
Zalesie (do 31 grudnia 2002 Stare Zalesie) – wieś w Polsce położona w województwie podlaskim, w powiecie bielskim, w gminie Wyszki.
W latach 1975–1998 miejscowość należała administracyjnie do województwa białostockiego. 1 stycznia 2003 nastąpiła zmiana nazwy wsi ze Stare Zalesie na Zalesie.
Wierni kościoła rzymskokatolickiego należą do parafii św. Stanisława w Topczewie.